# Гілларі Клінтон
Гі́лларі Діа́на Ро́дем Клі́нтон (англ. Hillary Diane Rodham Clinton, нар. 26 жовтня 1947, Чикаго, Іллінойс, США) — американська політична діячка, дипломат, колишній юрист, державний секретар США (2009—2013), сенатор від штату Нью-Йорк (2001—2009) і перша леді США (1993—2001), дружина Білла Клінтона. Клінтон стала першою жінкою, яку висунула велика політична партія на посаду президента Сполучених Штатів, коли вона виграла праймериз Демократичної партії 2016 року. Вона також стала першою жінкою, що набрала більшість у загальному голосуванні на виборах президента США, проте їй не вдалося виграти вибори, набравши більшість голосів Колегії виборщиків.
Народилась у Чикаго, виросла на його околиці, у місті Парк-Рідж, штат Іллінойс. Закінчила коледж Веллслі 1969 року та здобула ступінь докторки юридичних наук у Єльській школі права 1973 року. Після певного часу на посаді юрисконсульта Конгресу, Гілларі переїхала до Арканзасу та 1975 року одружилася з Біллом Клінтоном. 1977 року стала співзасновницею об'єднання «Арканзаські адвокати для дітей і родин». 1978 року стала першою жінкою-головою «Корпорації юридичних послуг» через рік — першою жінкою-партнером «Адвокатської канцелярії Ровз». Бувши першою леді штату Арканзас, Клінтон очолила цільовий комітет, поради якого допомогли реформувати державні школи штату.
На посаді першої леді Сполучених Штатів Клінтон виступала за гендерну рівність і реформу в системі охорони здоров'я. Оскільки її шлюб витримав скандал з Левінскі, думки громадськості про неї як про першу леді розділились. 2000 року Клінтон стала першою жінкою, обраною сенатором від штату Нью-Йорк, а 2006 року була переобраною. Висунувши свою кандидатуру на посаду президента, Гілларі Клінтон здобула більшу кількість виборників за будь-яку попередню жінку-кандидата, однак програла партійні вибори Баракові Обамі.
На посаді державного секретаря при адміністрації Обами протягом 2009—2013 років Клінтон не лишилась осторонь Арабської весни та обстоювала військову операцію США в Лівії. Вона допомогла організувати дипломатичну ізоляцію та режим міжнародних санкцій щодо Ірану, аби посприяти згортанню його ядерної програми, що відтак 2015 року ознаменувалось угодою Спільного всеосяжного плану дій. Покидаючи посаду державного секретаря після завершення першої каденції Обами, Клінтон написала свою п'яту книгу та зайнялась публічними виступами.
2016 року Клінтон вдруге висунула свою кандидатуру на посаду президента. Вона здобула найбільшу кількість голосів і виборників на партійних виборах Демократичної партії 2016 року, 28 липня того ж року офіційно підтвердила свою кандидатуру на посаду президента Сполучених Штатів, висунувши кандидатуру сенатора Тіма Кейна на посаду віцепрезидента. Гілларі Клінтон стала першою жінкою-кандидатом, висунутою на посаду президента великою політичною партією. Незважаючи на здобуття більшої кількості голосів на всенародних виборах, Клінтон програла за кількістю виборників супернику від Республіканської партії Дональдові Трампу. Згодом Клінтон пише книгу «Що трапилося» про свою участь у виборах 2016 року.

## Життєпис
Гілларі Родем народилася 26 жовтня 1947 року в Чикаго, але дитинство провела в його передмісті Парк-Ріджі. Її батько був емігрантом з Англії і мав невеличке текстильне підприємство. Мати була домогосподаркою і виховувала, крім Гілларі, ще двох молодших братів — Г'ю та Тоні.

### Освіта
У школі навчалась добре, брала участь у суспільному житті та активно займалася спортом. Після завершення (1965) продовжила навчання у жіночому коледжі — Коледж Веллслі в Массачусетсі. Оскільки Гілларі походила з консервативної родини, в студентські роки вона стала волонтеркою у заходах Республіканської партії. У коледжі вивчала політологію та приєдналася до студентської республіканської асоціації. З часом її політичні уподобання змінилися настільки, що вона вирішила приєднатися до Демократичної партії США. У 1969 році з відзнакою закінчила факультет суспільних наук і навіть прославилася промовою на випуску з коледжу. У промові вона настільки палко розкритикувала сенатора США, який виступав перед нею, що статтю про її виступ надрукували в журналі «Лайф».
Освіту продовжила на юридичному факультеті Єльського університету. В університеті була в раді редакторів факультетського журналу «Юридичний огляд». На другому курсі почала спеціалізуватися в питаннях захисту прав дітей та на добровільних засадах взялася вести справу про знущання над дітьми в одній з лікарень міста. Пізніше також надавала безкоштовну юридичну допомогу бідним. На юридичному факультеті познайомилася з Біллом Клінтоном. Вже в аспірантурі у вільний від навчання час Гілларі працювала в штаті декількох сенаторів від Демократичної партії. Зокрема в складі комісії, яка займалася справою імпічменту президента Ніксона під час процесу «Вотерґейт».

### Життя в Арканзасі
Після закінчення університету разом із Біллом Клінтоном переїхала до Арканзасу і почала викладати юриспруденцію в Університеті Арканзасу. 11 жовтня 1975 року вони побралися в місті Фаєтвіль. У шлюбі вирішила залишити прізвище Родем. Пізніше Гілларі і Білл переїхали на помешкання в столицю штату — м. Літл-Рок, де Білл Клінтон перший раз невдало балотувався на місце в конгресі США. Тим часом Гілларі влаштувалася на роботу в одну з юридичних компаній міста і також на добровільних засадах займалася справами захисту дітей. 1979 року в складі цієї компанії її звинувачували в нечесній спекуляції цінними паперами і нечесному заробітку, однак пізніше в її діях не знайшли нічого протизаконного. 1978 року Білла Клінтона було обрано губернаторкою штату Арканзас, Гілларі стала Першою леді штату і нею вона пробула 12 років. 27 лютого 1980 року в Гілларі Родем народилася дочка Челсі.
1982 року Гілларі брала активну участь у передвиборчій кампанії Білла на другий термін губернатора Арканзасу і в цей час змінила прізвище на Родем Клінтон. Отримавши перемогу і ставши Першою леді Арканзасу, Гілларі продовжувала працювати адвокатом і досягла успіхів у кар'єрі: у 1988 та 1991 рр. її було визнано однією з найвпливовіших адвокатів країни. У цей час вона також входила до ради директорів корпорацій Лафарж і Вол-Март.

## Політична діяльність

### Перша леді США
Політична кар'єра Гілларі Клінтон почалася, коли вона активно допомагала Біллу Клінтону в передвиборчій кампанії на посаду президента США 1992 року. На відміну від інших дружин кандидатів в президенти, вона брала активну участь у всіх заходах чоловіка і навіть наголошувала, що голосуючи за Білла виборці отримають «два в одному», натякаючи на свою майбутню активність в президентстві чоловіка. Коли Білла Клінтона було обрано президентом і вона стала Першою леді США (1993), Гілларі багато в чому відрізнялася від попередніх перших леді: не приховувала, що давала поради президенту і що він з нею радився майже з усіх ключових питань, мала власну успішну кар'єру. 1993 її було призначено головою робочої групи Національної реформи охорони здоров'я. Наміром цього проєкту було реформування системи охорони здоров'я в США, що зробило б її доступнішою для всіх верств населення. Система реформ не отримала підтримки в Конгресі США і пропозиції Родем Клінтон не були втілені.
Тим часом Гілларі та Білл опинилися в центрі уваги ЗМІ та критиків з Республіканської партії США. Деякі критики звертали увагу на те, яку вирішальну роль Гілларі іноді відігравала в прийнятті рішень президентом. Преса почала глузливо називати подружжя «Клінтони» та «Білларі». Однак найбільший скандал стався під час офіційного розслідування позашлюбних відносин Клінтона. Під час всіх перипетій справи вона заперечувала всі чутки і навіть коли Білл Клінтон таки визнав, що мав статеві відносини з Монікою Левінскі, Гілларі залишилася з ним. За її власним визнанням, це було найтяжчим випробуванням їхнього шлюбу.

### Діяльність у Конгресі США
Після закінчення другого терміну президентства Клінтона Гілларі вирішила сама піти в політику, коли звільнилося місце в Сенаті США від штату Нью-Йорк. Хоча на цю посаду балотувалося декілька провідних демократів і республіканців, Гілларі з легкістю виграла вибори. 3 січня 2001 року вона стала сенаторкою США й першою в історії колишньою Першою леді, яка побудувала власну політичну кар'єру. На цій посаді вона швидко стала однією з провідних демократок у Конгресі США. У складі комітету Конгресу з військових справ підтримувала заходи президента Буша у боротьбі з тероризмом. Зокрема, підтримала військове вторгнення США в Афганістан і голосувала за надання Бушу повноважень для початку військових дій проти Іраку 2003 року. У складі комітету з військових справ декілька разів відвідувала американські війська в Афганістані та Іраку. Під час передвиборчої кампанії Джорджа Буша почали ширитися чутки, що вона може теж балотуватися на посаду президента, однак у 2004 році поклала край всім чуткам, оголосивши про намір балотуватися на другій термін у Конгрес. 7 листопада 2006 року її було переобрано на другий термін до Сенату США.
Ставлення Гілларі до війни в Іраку змінилося, коли втрати американських військ почали збільшуватися і адміністрація не мала чіткого плану щодо майбутнього цієї операції. У Конгресі вона жорстко критикувала політику уряду Буша в Іраку і голосувала проти збільшення контингенту американських військ в цій країні. 2007 року в деяких ЗМІ знову з'явилися твердження, що Гілларі може балотуватися на посаду президента на наступних виборах. На відміну від минулих пліток такого типу, вона їх спочатку не заперечувала, а пізніше сама оголосила про намір створити комітет щодо її можливого балотування. 20 січня 2007 року на своєму сайті Гілларі нарешті оголосила про свої наміри балотуватися на посаду президента 2008 року. Ця новина стала справжньою сенсацією, оскільки вона була не тільки першою Першою Леді, яка балотувалася, але й першою жінкою, яка могла стати президентом США. Серед демократів Гілларі певний час користувалася підтримкою більшості партії, дещо випереджаючи найближчого конкурента-однопартійця — Барака Обаму. 2009 року достроково склала повноваження сенаторки від штату Нью-Йорк і стала державною секретаркою США. 2013 року покинула цю посаду.
Згодом стало відомо, що протягом всіх чотирьох років на посаді держсекретарки США, вся ділова переписка Клінтон проходила через її приватний сервер, установлений у неї вдома в Чаппакві в Нью-Йорку. Пошту було створено перед обранням Гілларі 2009 року. Також вона налаштувала електронні адреси на тому ж сервері для своєї помічниці Хуми Абедін та начальника апарату Державного департаменту Шеріл Міллс. Використання приватного серверу для ділової переписки заборонено законами США.
У квітні 2020 року Гілларі підтримала кандидатуру Джо Байдена на виборах президента США.

## Кандидат в президенти США
В 2008 висунула кандидатуру на пост президента США від Демократичної партії. Гілларі Клінтон (16,239,821, 47.66%) програла вибори Бараку Обамі (16,706,853, 49.03%). Після перемоги на виборах 2008 року Обама запропонував Гілларі посаду державного секретаря США. 21 січня 2009 року її кандидатура була затверджена сенатом.
12 квітня 2015 р. Клінтон оголосила про висування своєї кандидатури на президентських виборах від Демократичної партії.
8 листопада 2016 р. Клінтон програла президентські вибори кандидату від республіканців Дональду Трампу, який набрав 306 голосів виборців проти 232 за Хілларі Клінтон. За підсумками голосування колегії виборців 19 грудня 2016 року було підтверджено голоси 304 виборців за Трампа та 227 за Клінтон. Однак Клінтон випередила Трампа майже на 2,9 мільйона голосів виборців, набравши 65,84 мільйона проти 62,98 мільйона.